# Attikón
L’Attikón (grec moderne : Αττικόν) est une des plus importantes salles de théâtre, de cinéma et de concerts d'Athènes.
Installée dans un bâtiment néo-classique remontant aux années 1870 sur la rue Stadiou, la salle de l'Attikón sert autant à des projections cinématographiques qu'à des événements musicaux (Ánna Víssi en 1991 ou Mario Frangoulis en 2000).
Elle a fait l'histoire du cinéma grec en accueillant de nombreuses avant-premières, comme celle du Port des larmes en janvier 1929. Ce fut aussi la première salle grecque à pouvoir projeter des films au format stéréo, pour la sortie de Des Filles à croquer en 1965.
Il accueille depuis sa création le festival international du film d'Athènes, dit Opening Nights, en parallèle avec les salles Apollon (installé dans le même bâtiment) et Danaos.
Lors des émeutes qui ont suivi le vote d'une nouvelle série de mesures d'austérité, dimanche 12 février 2012, le bâtiment a été partiellement détruit par un incendie. Si la salle principale a été sauvée des flammes, le hall et les espaces annexes ont été détruits, entrainant la fermeture de l'établissement.